# Evelyne Huber

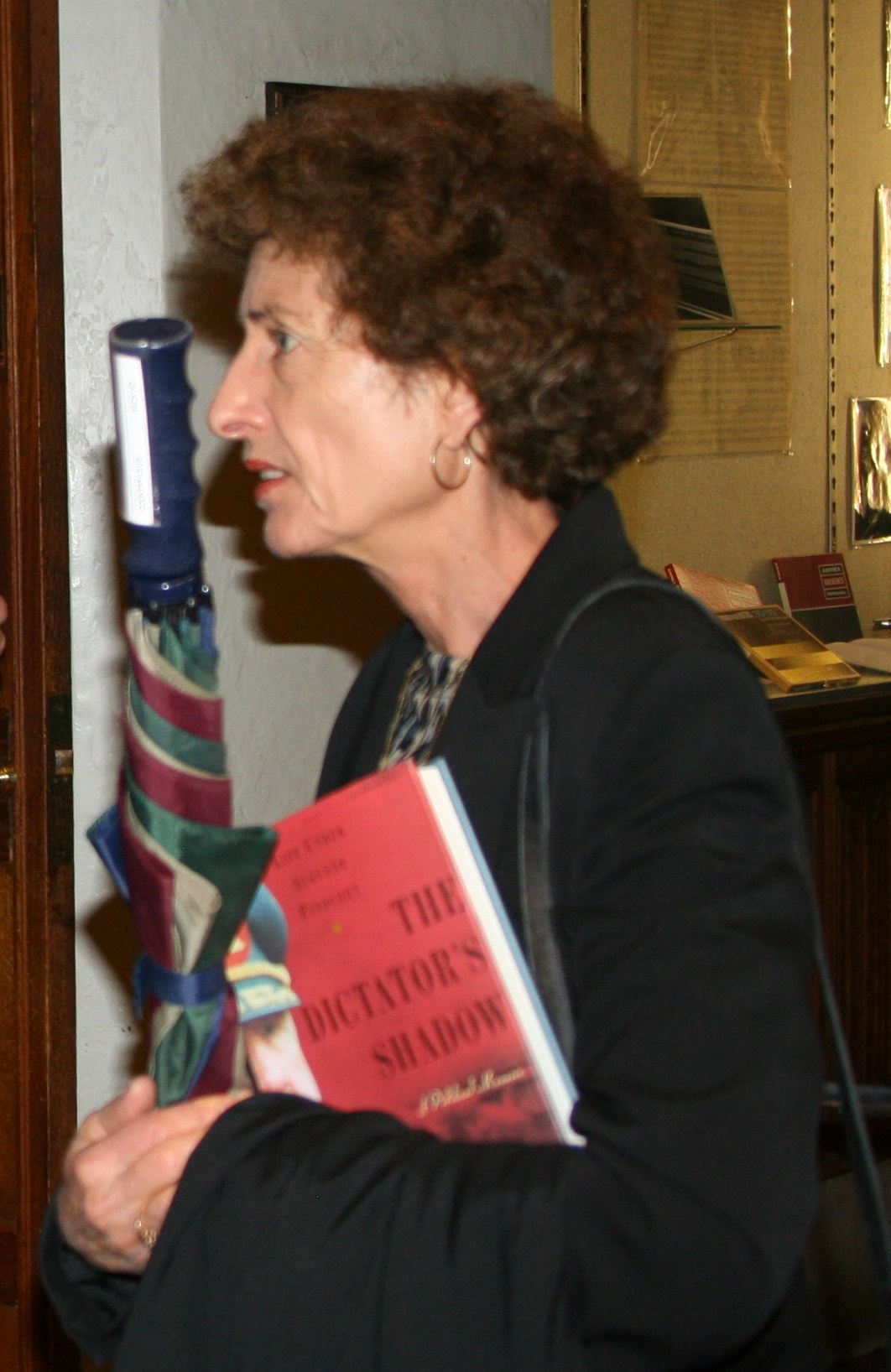
Evelyne Huber

Evelyne Huber (früher Evelyne Huber Stephens, * 12. Juli 1950 in Zürich) ist eine aus der Schweiz stammende US-amerikanische Politikwissenschaftlerin und Professorin an der University of North Carolina at Chapel Hill. Ihr Forschungsinteresse gilt der Vergleichenden Politikwissenschaft, wobei sie insbesondere lateinamerikanische Staaten in den Blick nimmt.
Huber studierte von 1969 bis 1972 Sozialpsychologie, Soziologie und Politikwissenschaft an der Universität Zürich. Nach der Umsiedlung in die USA machte sie an der Yale University 1973 das Master-Examen in Politikwissenschaft und wurde 1977 zur Ph.D. promoviert. Nach diversen Stationen als Assistant Professor und Associate Professor war sie von 1990 bis 1992 Full Professor University of North Carolina at Chapel Hill und seither dort Morehead Alumni Distinguished Professor of Political Science. 2010 wurde sie zur Ehrendoktorin der Universität Bern ernannt.
Von 2012 bis 2013 war Huber Präsidentin der Latin American Studies Association.

## Schriften (Auswahl)
- Mit John D. Stephens: Democracy and the left. Social policy and inequality in Latin America. The University of Chicago Press, Chicago 2012, ISBN 978-0-22635-653-2.
- Als Herausgeberin: Models of capitalism. Lessons for Latin America. Pennsylvania State University Press, Universit Park 2002, ISBN 0271021764.
- Mit John D. Stephens: Development and crisis of the welfare state. Parties and policies in global markets. The University of Chicago Press, Chicago 2001, ISBN 0226356469.
- Mit John D. Stephens: Democratic socialism in Jamaica. The political movement and social transformation in dependent capitalism. Princeton University Press, Princeton 1986, ISBN 0691076979.
- The politics of workers' participation. The Peruvian approach in comparative perspective. Academic Press, New York 1980, ISBN 0126662509.